# Maciej Sinkowski
Maciej Sinkowski, pseudonim Bobi Peru (ur. w 1962 w Warszawie) – polski muzyk i kompozytor.
Założył zespół Novo del Arte, który miał swój debiut w 1985 na antenie radiowej Trójki w audycji Piotra Kaczkowskiego „MiniMax”. W tym samym roku Novo del Arte zagrał na pierwszym Festiwalu Muzyki Nowej i Odjazdowej w Katowicach.
Następnie współtwórca warszawskiej formacji awangardowej Label, m.in. wraz z Tomaszem Jaworskim „Kciukiem” oraz Sławkiem Słocińskim (byłym perkusistą Brygady Kryzys, Madame).
W 1990 dołączył do warszawskiego zespołu Zgoda, z którym wcześniej współpracowali m.in.
Kayah, Piotr Nalepa.
W 1992 grupa wydała płytę Zgoda a utwór „Living Desire” doczekał się klipu nakręconego przez TVP, która także wyemitowała pamiętny koncert formacji z już nieistniejącego klubu Fugazi.
Bobi Peru był także prekursorem polskiej kultury rap, hip-hop czy R’n’B. W 1993 organizował i prowadził pierwsze imprezy rapowe w klubie „Remont” pod nazwą 'International Funky Feeling’ razem z afroamerykańskimi raperami m.c. Paulem Jacksonem z Nowego Jorku i Pfeelem z Bostonu, połączone z koncertami m.in. legendarnej grupy Bad Brains.
W 1999 r. rozpoczął współpracę z „Radiostacją”, początkowo prowadził Czarną Listę z muzyką R&B – Soul, a następnie audycję Afrobeatz, w której na żywo miksował wszystkie odmiany muzyki House. Gośćmi programu byli: DJ Stix, DJ Bad Boy Bill, DJ Cat Master J, DJ Ian Pooley, DJ Casino i Hwa Young, DJ Stewart Rowell oraz didżeje z Pragi (Czechy), Holandii czy twórcy związani ze słynną wytwórnią Future Funk. Następnie na falach „Radiostacji” można go było posłuchać w audycji o nazwie Housex, przy realizacji, której wspierali go zapraszani goście m.in. Miki z Węgier, Stereofreund z Niemiec, Dr. Gravity z USA.
W 2003 jako DJ zagrał ogólnopolską trasę koncertową u boku Reni Jusis pilotowaną przez MTV.
W 2004 roku pracował w „Jazz Radio”, gdzie prowadził dwie autorskie audycje: „Soul 2 Soul” i „Poezja Jazzu”.
Obecnie zajmuje się produkcją muzyczną realizowaną we własnym studiu „Soulcraft Records”, w którym powstała m.in. płyta PROJEKT1 wraz z poetą Grzegorzem Wróblewskim.